# 435127 Virtelpro
435127 Virtelpro este o planetă minoră (asteroid) din Inner Main Belt⁠(d). A fost descoperită pe 14 martie 2007 la Ceccano de Gianluca Masi⁠(d) și a fost numită după Virtual Telescope Project⁠(d). 
Obiectul prezintă o orbită caracterizată de o semiaxă mare de 1,8818348296465 UAi, o excentricitate de 0,078271584076427, o înclinație de 20,47720093125 ° în raport cu ecliptica.